# André Milhoux
André Jules Louis Milhoux (* 9. Dezember 1928 in Bressoux) ist ein ehemaliger belgischer Automobilrennfahrer.

## Karriere
André Milhoux bestritt in Belgien in den frühen 1950er-Jahren Sport- und Tourenwagenrennen und fuhr in seiner Karriere nur ein Monoposto-Rennen.
1956 nahm Milhoux am Großen Preis von Deutschland der Formel 1 anstelle des im freien Training verletzten André Pilette teil und qualifizierte sich auf Rang 21 deutlich hinter seinem Teamkollegen Robert Manzon. Wegen eines Motorschadens an seinem Gordini Type 32 konnte er das Rennen jedoch nicht beenden. Zu weiteren Formel-1-Einsätzen Milhoux’ kam es nicht.
Als Sportwagenfahrer konnte Milhoux einige Erfolge feiern. 1953 gewann es als Partner von Paul Frère auf einem Chrysler die unbeschränkte Klasse der Tourenwagen bei der Mille Miglia. 1955 wurde er als Teamkollege von André Pilette Vierter beim 1000-km-Rennen von Paris in Montlhéry.
Nach einem Unfall beim Training zum Großen Preis von Belgien 1958 in Spa-Francorchamps, den er in einem Ferrari 801 der Equipe Nationale Belge unversehrt überstanden hatte, zog sich Milhoux vom aktiven Motorsport zurück.
Heute lebt Milhoux in Ixelles bei Brüssel.

## Statistik

### Statistik in der Automobil-Weltmeisterschaft

#### Gesamtübersicht
| Saison | Team           | Chassis     | Motor          | Rennen | Siege | Zweiter | Dritter | Poles | schn. Rennrunden | Punkte | WM-Pos. |
| ------ | -------------- | ----------- | -------------- | ------ | ----- | ------- | ------- | ----- | ---------------- | ------ | ------- |
| 1956   | Equipe Gordini | Gordini T32 | Gordini 2.5 L8 | 1      | −     | −       | −       | −     | −                | −      | NC      |
| Gesamt | Gesamt         | Gesamt      | Gesamt         | 1      | −     | −       | −       | −     | −                | −      |         |

#### Einzelergebnisse
| Saison | 1 | 2 | 3 | 4 | 5 | 6   | 7 | 8 |
| ------ | - | - | - | - | - | --- | - | - |
| 1956   |   |   |   |   |   |     |   |   |
|        |   |   |   |   |   | DNF |   |   |

| Legende  | Legende            | Legende                                                          |
| Farbe    | Abkürzung          | Bedeutung                                                        |
| -------- | ------------------ | ---------------------------------------------------------------- |
| Gold     | –                  | Sieg                                                             |
| Silber   | –                  | 2. Platz                                                         |
| Bronze   | –                  | 3. Platz                                                         |
| Grün     | –                  | Platzierung in den Punkten                                       |
| Blau     | –                  | Klassifiziert außerhalb der Punkteränge                          |
| Violett  | DNF                | Rennen nicht beendet (did not finish)                            |
| Violett  | NC                 | nicht klassifiziert (not classified)                             |
| Rot      | DNQ                | nicht qualifiziert (did not qualify)                             |
| Rot      | DNPQ               | in Vorqualifikation gescheitert (did not pre-qualify)            |
| Schwarz  | DSQ                | disqualifiziert (disqualified)                                   |
| Weiß     | DNS                | nicht am Start (did not start)                                   |
| Weiß     | WD                 | zurückgezogen (withdrawn)                                        |
| Hellblau | PO                 | nur am Training teilgenommen (practiced only)                    |
| Hellblau | TD                 | Freitags-Testfahrer (test driver)                                |
| ohne     | DNP                | nicht am Training teilgenommen (did not practice)                |
| ohne     | INJ                | verletzt oder krank (injured)                                    |
| ohne     | EX                 | ausgeschlossen (excluded)                                        |
| ohne     | DNA                | nicht erschienen (did not arrive)                                |
| ohne     | C                  | Rennen abgesagt (cancelled)                                      |
| ohne     | keine WM-Teilnahme |                                                                  |
| sonstige | P/fett             | Pole-Position                                                    |
| sonstige | 1/2/3/4/5/6/7/8    | Punktplatzierung im Sprint-/Qualifikationsrennen                 |
| sonstige | SR/kursiv          | Schnellste Rennrunde                                             |
| sonstige | *                  | nicht im Ziel, aufgrund der zurückgelegten Distanz aber gewertet |
| sonstige | ()                 | Streichresultate                                                 |
| sonstige | unterstrichen      | Führender in der Gesamtwertung                                   |

### Le-Mans-Ergebnisse
| Jahr | Team                | Fahrzeug     | Teamkollege        | Platzierung | Ausfallgrund     |
| ---- | ------------------- | ------------ | ------------------ | ----------- | ---------------- |
| 1956 | Automobiles Gordini | Gordini T17S | Charles de Clareur | Ausfall     | Kraftübertragung |

### Einzelergebnisse in der Sportwagen-Weltmeisterschaft
| Saison | Team           | Rennwagen                   | 1   | 2   | 3   | 4   | 5   | 6   | 7   |
| ------ | -------------- | --------------------------- | --- | --- | --- | --- | --- | --- | --- |
| 1953   | Robert Pauwels | Chrysler Saratoga Fiat 1100 | SEB | MIM | LEM | SPA | NÜR | RTT | CAP |
| 1953   | Robert Pauwels | Chrysler Saratoga Fiat 1100 |     | 58  |     | DNF |     |     |     |